# VBMR Griffon
El VBMR Griffon (en francés: Véhicule blindé multi-rôles Griffon) es un vehículo blindado multi-función francés que reemplazará al VAB en el ejército francés.

## Historia
El ejército francés se ha estado preparando para reemplazar al VAB desde principios de la década de 2000. Según el Libro Blanco de Defensa 2020 del Ejército, se planea comprar hasta 2.122 vehículos VBMR entre 2018 y 2025. Un consorcio de Nexter, Thales y Renault Trucks Defense está construyendo los vehículos. El mismo consorcio también construye el vehículo de reconocimiento y combate EBRC Jaguar para el ejército francés, que comparte el 70% de sus componentes con el VBMR Griffon.
El 6 de diciembre de 2014, el ministro de Defensa francés, Jean-Yves Le Drian, anunció que las entregas comenzarían en 2018 y que se ordenó un primer tramo de 319 Griffons y 20 Jaguars en abril de 2017. Un segundo tramo para 271 Griffons y 42 Jaguars se ordenó el 24 de septiembre de 2020. En total, el ejército francés planea comprar 1.872 Griffons y 300 Jaguars.

### Bélgica
El 22 de junio de 2017, el gabinete de Bélgica aprobó un plan para comprar 60 vehículos "Jaguar" y 417 "Griffon" por 1.100 millones de euros. Los vehículos reemplazarán a los vehículos blindados de transporte de personal Piranha IIIC y a los vehículos de movilidad de infantería  Dingo 2 del ejército belga. El acuerdo incluye piezas de repuesto y equipo de comunicaciones seguro, y se prevé que las entregas comiencen en 2025.

## Diseño
El vehículo se basa en un chasis de camión comercial todo terreno 6×6 y llevará hasta ocho soldados de infantería. El consorcio que construye el "Griffon" y el "Jaguar" está obligado por contrato a mantener el precio por Griffon por debajo de 1 millón de euros. Actualmente, se planean seis versiones del Griffon, con cuatro de estos (transporte blindado de personal, puesto de mando, ambulancia y observador de artillería) ordenados en el primer tramo. Después de 2021, se podría pedir una versión 4x4 mucho más ligera, que se utilizará como vehículo de reconocimiento.
Los vehículos están diseñados para un mantenimiento y una logística sencillos. Por ejemplo, Griffon y Jaguar utilizan motores de camiones comerciales estándar, que se han adaptado para utilizar una gama más amplia de combustible. El vehículo tiene un sistema de sobrepresión para mantener la protección constante del compartimiento de tropas contra amenazas químicas, biológicas y radiológicas. Para el servicio en climas cálidos, el Griffon está equipado con aire acondicionado.

### Armamento
El Griffon está equipado con una estación de armas remota que puede armarse con una ametralladora de 12,7 mm o 7,62 mm, o un lanzagranadas automático de 40 mm. La adición de dos misiles guiados antitanque Missile Moyenne Portée (MMP) es opcional. Ocho lanzadores de granadas de humo están instalados en la estación de armas remota, que también incluye un sistema acústico de localización de francotiradores.

## Variantes
- VBMR-L Serval - Variante ligera de 4 ruedas del VBMR, seleccionada en noviembre de 2017 para reemplazar al Véhicule de l'Avant Blindé a partir de 2022.[5] El contrato para el Ejército francés se adjudicó en febrero de 2018, que incluía la financiación de 489 pedidos para 2025, que llegarán a 978 vehículos para 2030.[6][7]

## Operadores
- Bélgica - Ordenó 417 vehículos en junio de 2017[8]
- Francia - Primer pedido de 319 vehículos firmado en abril de 2017 y segundo pedido de 271 vehículos firmado en septiembre de 2020 por un total de 1872 unidades.[9][10]
- Marruecos - Ordenó 180 vehículo en agosto de 2018.